# Harpactea azowensis
Harpactea azowensis là một loài nhện trong họ Dysderidae.
Loài này thuộc chi Harpactea. Harpactea azowensis được miêu tả năm 1956 bởi Charitonov.